# Karl Friedrich Meyerheim
Karl Friedrich Meyerheim (* 28. Oktober 1780 in Danzig; † 6. August 1841 ebenda) war ein deutscher Dekorations- und Porträtmaler.

## Leben
Karl Friedrich Meyerheim war das Oberhaupt einer Danziger Künstlerdynastie. Er war verheiratet mit Florentina Therese, geb. Klinkoschewski (1786–1871), und Vater der Maler Friedrich Eduard Meyerheim, Wilhelm Alexander Meyerheim, Gustav Adolf Meyerheim (1816–1894) und Hermann Meyerheim. Deren Söhne, seine Enkel, waren die Maler Paul Friedrich Meyerheim, Franz Meyerheim, Paul Wilhelm Meyerheim und Robert Meyerheim.
Karl Friedrich Meyerheim ließ sich nach Lehrjahren in Danzig, Königsberg, Riga und Sankt Petersburg im Jahr 1806 in seiner Vaterstadt nieder. Er beteiligte sich an der Restaurierung der Marienkirche und des Artushofes und lieferte 1806 eine Abendmahlsszene für den Hochaltar der Marienkirche. Vor allem betätigte er sich jedoch als Porträtist. Als solcher schuf er etwa ein Brustbild des Danziger Bürgermeisters Johann Willhelm Wernsdorff.